# Creutzwald
Creutzwald és un municipi francès, situat al departament del Mosel·la i a la regió del Gran Est. L'any 2007 tenia 13.468 habitants.

## Demografia

### Població
El 2007 la població de fet de Creutzwald era de 13.468 persones. Hi havia 5.585 famílies, de les quals 1.758 eren unipersonals (689 homes vivint sols i 1.069 dones vivint soles), 1.691 parelles sense fills, 1.603 parelles amb fills i 533 famílies monoparentals amb fills.
La població ha evolucionat segons el següent gràfic:
Habitants censats

### Habitatges
El 2007 hi havia 6.132 habitatges, 5.718 eren l'habitatge principal de la família, 43 eren segones residències i 371 estaven desocupats. 3.232 eren cases i 2.868 eren apartaments. Dels 5.718 habitatges principals, 2.891 estaven ocupats pels seus propietaris, 2.039 estaven llogats i ocupats pels llogaters i 788 estaven cedits a títol gratuït; 83 tenien una cambra, 406 en tenien dues, 1.178 en tenien tres, 1.317 en tenien quatre i 2.735 en tenien cinc o més. 4.265 habitatges disposaven pel capbaix d'una plaça de pàrquing. A 2.640 habitatges hi havia un automòbil i a 1.981 n'hi havia dos o més.

### Piràmide de població
La piràmide de població per edats i sexe el 2009 era:
| Homes | Edats   | Dones |
| ----- | ------- | ----- |
| 0     | 95 o +  | 21    |
| 6     | 90 a 94 | 32    |
| 28    | 85 a 89 | 82    |
| 70    | 80 a 84 | 124   |
| 215   | 75 a 79 | 367   |
| 269   | 70 a 74 | 459   |
| 337   | 65 a 69 | 340   |
| 305   | 60 a 64 | 423   |
| 355   | 55 a 59 | 332   |
| 421   | 50 a 54 | 435   |
| 572   | 45 a 49 | 529   |
| 534   | 40 a 44 | 591   |
| 559   | 35 a 39 | 590   |
| 462   | 30 a 34 | 441   |
| 463   | 25 a 29 | 489   |
| 362   | 20 a 24 | 408   |
| 576   | 15 a 19 | 522   |
| 534   | 10 a 14 | 506   |
| 443   | 5 a 9   | 405   |
| 369   | 0 a 4   | 299   |

## Economia
El 2007 la població en edat de treballar era de 8.852 persones, 5.451 eren actives i 3.401 eren inactives. De les 5.451 persones actives 4.389 estaven ocupades (2.551 homes i 1.838 dones) i 1.061 estaven aturades (467 homes i 594 dones). De les 3.401 persones inactives 1.061 estaven jubilades, 781 estaven estudiant i 1.559 estaven classificades com a «altres inactius».

### Ingressos
El 2009 a Creutzwald hi havia 5.762 unitats fiscals que integraven 13.451 persones, la mediana anual d'ingressos fiscals per persona era de 15.251 €.

### Activitats econòmiques
Dels 615 establiments que hi havia el 2007, 10 eren d'empreses extractives, 16 d'empreses alimentàries, 5 d'empreses de fabricació de material elèctric, 3 d'empreses de fabricació d'elements pel transport, 36 d'empreses de fabricació d'altres productes industrials, 67 d'empreses de construcció, 165 d'empreses de comerç i reparació d'automòbils, 20 d'empreses de transport, 36 d'empreses d'hostatgeria i restauració, 8 d'empreses d'informació i comunicació, 30 d'empreses financeres, 38 d'empreses immobiliàries, 68 d'empreses de serveis, 72 d'entitats de l'administració pública i 41 d'empreses classificades com a «altres activitats de serveis».
Dels 163 establiments de servei als particulars que hi havia el 2009, 1 era una comissaria de policia, 1 oficina d'administració d'Hisenda pública, 1 gendarmeria, 1 oficina de correu, 9 oficines bancàries, 3 funeràries, 15 tallers de reparació d'automòbils i de material agrícola, 2 tallers d'inspecció tècnica de vehicles, 5 autoescoles, 7 paletes, 16 guixaires pintors, 7 fusteries, 11 lampisteries, 6 electricistes, 2 empreses de construcció, 19 perruqueries, 2 veterinaris, 8 agències de treball temporal, 24 restaurants, 13 agències immobiliàries, 3 tintoreries i 7 salons de bellesa.
Dels 81 establiments comercials que hi havia el 2009, 1 era, 5 supermercats, 3 grans superfícies de material de bricolatge, 3 botiges de menys de 120 m², 16 fleques, 4 carnisseries, 1 una carnisseria, 4 llibreries, 12 botigues de roba, 3 botigues d'equipament de la llar, 3 sabateries, 2 botigues d'electrodomèstics, 5 botigues de mobles, 4 botigues de material esportiu, 1 una botiga de material esportiu, 2 drogueries, 5 perfumeries, 2 joieries i 5 floristeries.
L'any 2000 a Creutzwald hi havia 4 explotacions agrícoles.

## Equipaments sanitaris i escolars
El 2009 hi havia 1 hospital de tractaments de curta durada, 1 hospital de tractaments de mitja durada (seguiment i rehabilitació, 1 un hospital de tractaments de llarga durada, 4 centres de salut, 5 farmàcies i 2 ambulàncies.
El 2009 hi havia 5 escoles elementals. A Creutzwald hi havia 2 col·legis d'educació secundària, 1 liceu d'ensenyament general i 2 liceus tecnològics. Als col·legis d'educació secundària hi havia 550 alumnes, als liceus d'ensenyament general n'hi havia 638 i als liceus tecnològics 351.

## Poblacions més properes
El següent diagrama mostra les poblacions més properes.